# Mehdí Ben Szlímán
Mahdi Ben Slimane (arabul: مهدي بن سليمان; Le Kram, 1974. január 1. –) tunéziai labdarúgócsatár.